# Tender Prey
Albums de 
Nick Cave and the Bad Seeds
Your Funeral... My Trial
(1986) The Good Son
(1990)
Tender Prey est le cinquième album de Nick Cave and the Bad Seeds, paru en 1988. Bon nombre de fans le considèrent comme l'un des albums les plus puissants du groupe.[réf. nécessaire] Au moment de son enregistrement, Nick Cave traversait une période difficile de sa vie.
Tender Prey contient le titre fétiche de Nick Cave, The Mercy Seat, qu'il joue lors de pratiquement tous ses concerts depuis 1988 repris par Johnny Cash. La chanson est pleine d'allusions religieuses.
À sa sortie, certaines versions du CD sont accompagnées d'un CD 3 titres comprenant des versions acoustiques de Deanna / Oh Happy Day, The Mercy Seat, et City of Refuge. Ces morceaux figureront sur la compilation B-Sides and Rarities en 2005.

## Liste des titres
1. The Mercy Seat (7:17)
2. Up Jumped the Devil (5:16)
3. Deanna (3:45)
4. Watching Alice (4:01)
5. Mercy (6:22)
6. City of Refuge (4:48)
7. Slowly Goes the Night (5:23)
8. Sunday's Slave (3:40)
9. Sugar Sugar Sugar (5:01)
10. New Morning (3:46)
11. The Mercy Seat (video mix) (5:05)

## Les chansons
- L'album est dédié à l'acteur et au film Fernando Ramos da Silva.
- The Mercy Seat (Le Siège de Miséricorde) est le monologue d'un condamné à mort, désigne à la fois une allusion au trône de Dieu dans l'Ancien Testament et à la chaise électrique sur laquelle il va monter. La chanson a été également interprétée par Johnny Cash dans son album Unhearted.
- Le titre Deanna est inspiré par une petite-amie en commun avec Andrew Dominik dont il s'est séparé quelques mois plus tôt.[1] Il est basé sur la version de la chanson Oh Happy Day par les Edwin Hawkins' Singers. Par la suite, Nick Cave a sorti une version acoustique d'un medley des deux morceaux. La version des Hawkins' Singers figure sur la compilation Original Seeds (Vol. 1), parue ultérieurement. Sur le DVD paru avec le Best of, Blixa Bargeld explique que le clip de Deanna a été réalisé sans aucun budget. Mick Harvey a filmé tour à tour les membres du groupe en Super 8 devant un mur blanc de la maison de Bargeld, puis il a monté le film lui-même.
- Mercy parle du cousin de Jésus, Jean le Baptiste[2]
- Up Jumped the Devil est le sous-titre de la chanson Preachin' Blues de Robert Johnson.
- Quatre ans après la sortie de l'album, PJ Harvey cite une phrase tirée de Up Jumped the Devil dans son morceau Victory (Dry)
- Les crédits mentionnés sur l'album indiquent que le titre City of Refuge a été inspiré par le morceau I'm Gonna Run to the City of Refuge de Blind Willie Johnson, qui figure sur la compilation Original Seeds (Vol. 1), album reprenant des chansons qui ont inspiré la carrière de Nick et son groupe.

Tous les titres ont été écrits par Nick Cave, sauf mention contraire.
- Titres 1, 9 et 11 (paroles : Nick Cave, musique : Nick Cave / Mick Harvey)
- Titre 2 (paroles : Nick Cave, musique : Cave/Harvey/Roland Wolf/Blixa Bargeld/Kid Congo Powers)

## Formation
- Nick Cave - chant, harmonica, piano, orgue Hammond, vibraphone, tambourin
- Mick Harvey - guitare acoustique and guitare électrique, piano, orgue, xylophone, basse, batterie, percussions, programmation, chœurs
- Blixa Bargeld - guitare, slide guitar, chœurs
- Roland Wolf - guitare, piano, orgue
- Kid Congo Powers - guitare, chœurs
- Thomas Wydler - batterie

### Guests
- Audrey Riley, que l'on retrouve aux instruments de cordes : chef d'orchestre qui a conduit le Chicago Symphony Orchestra pour les Smashing Pumpkins, et joué pour Muse, The Smiths, The Cure, Coldplay, conduit le Seattle Symphony Orchestra pour Dave Matthews dans 8 des arrangements de l'album Some Devil etc.
- Chris Tombling - cordes
- Hugo Race - guitare, chœurs
- Ian Davis - chœurs
- Gini Ball - cordes